# Alhabia
Alhabia este o municipalitate din provincia Almería, Andaluzia, Spania, cu o populație de 681 locuitori.